# 白石本通墓地

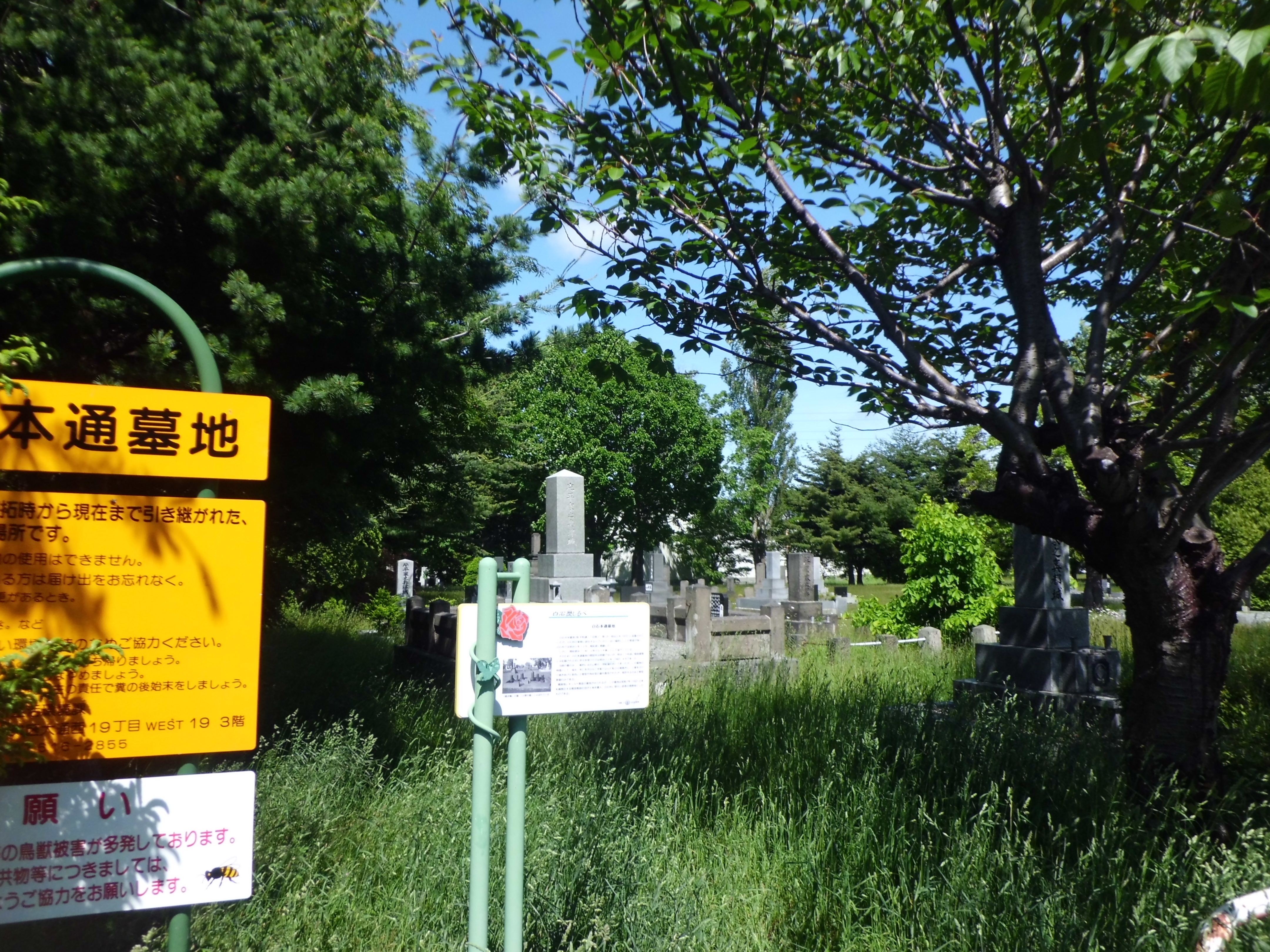
白石本通墓地

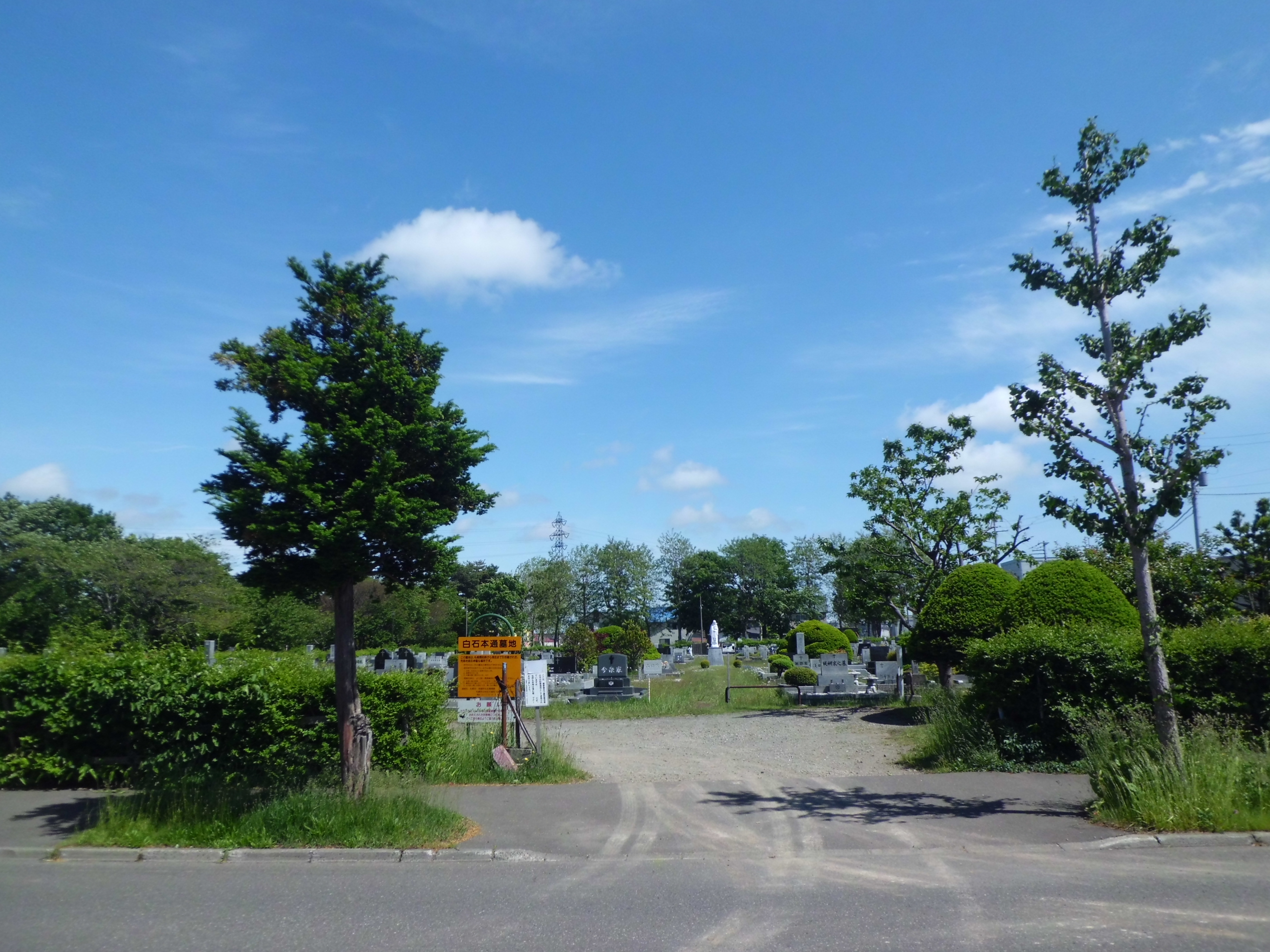
外人墓地

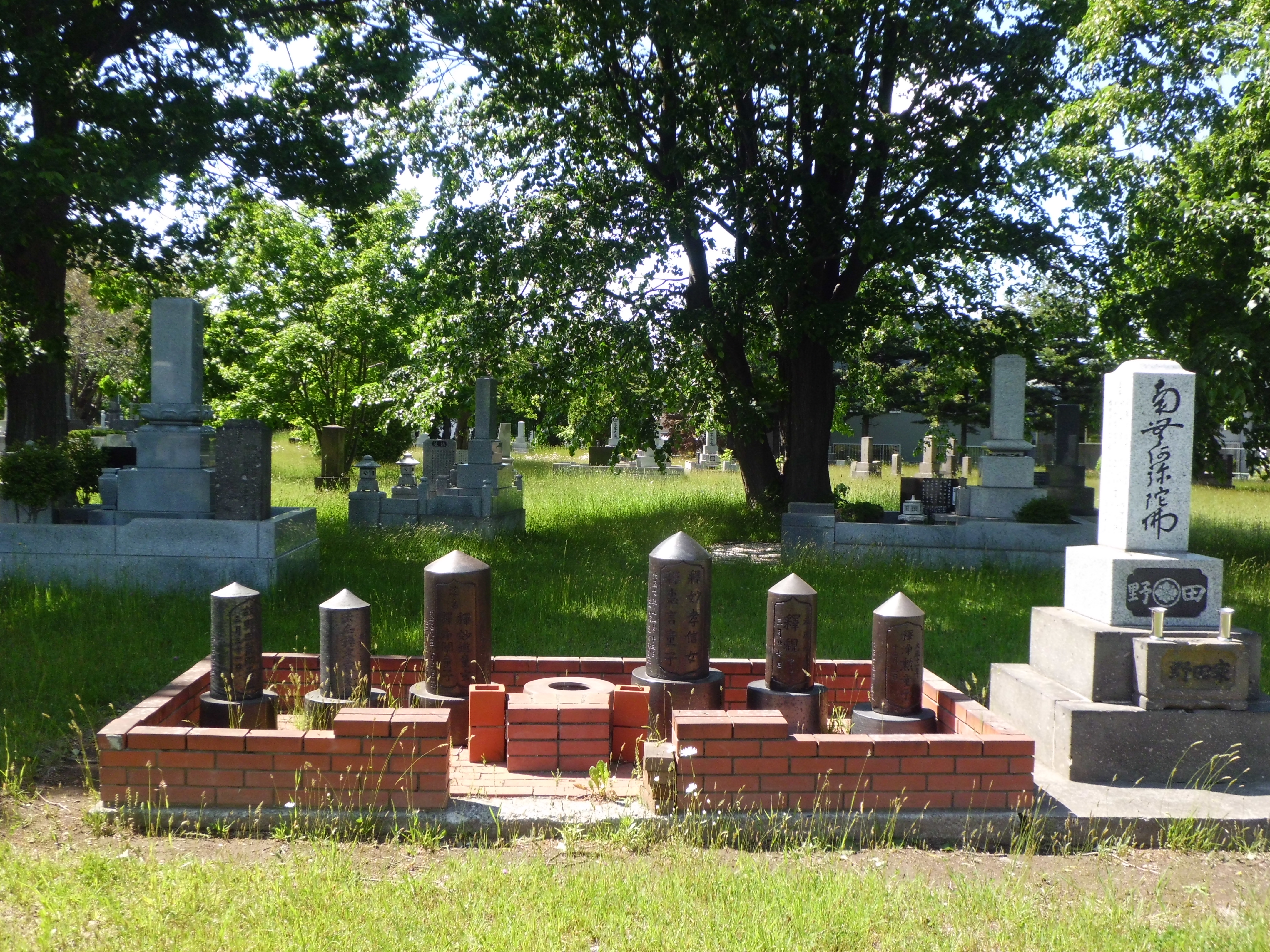
土管の墓

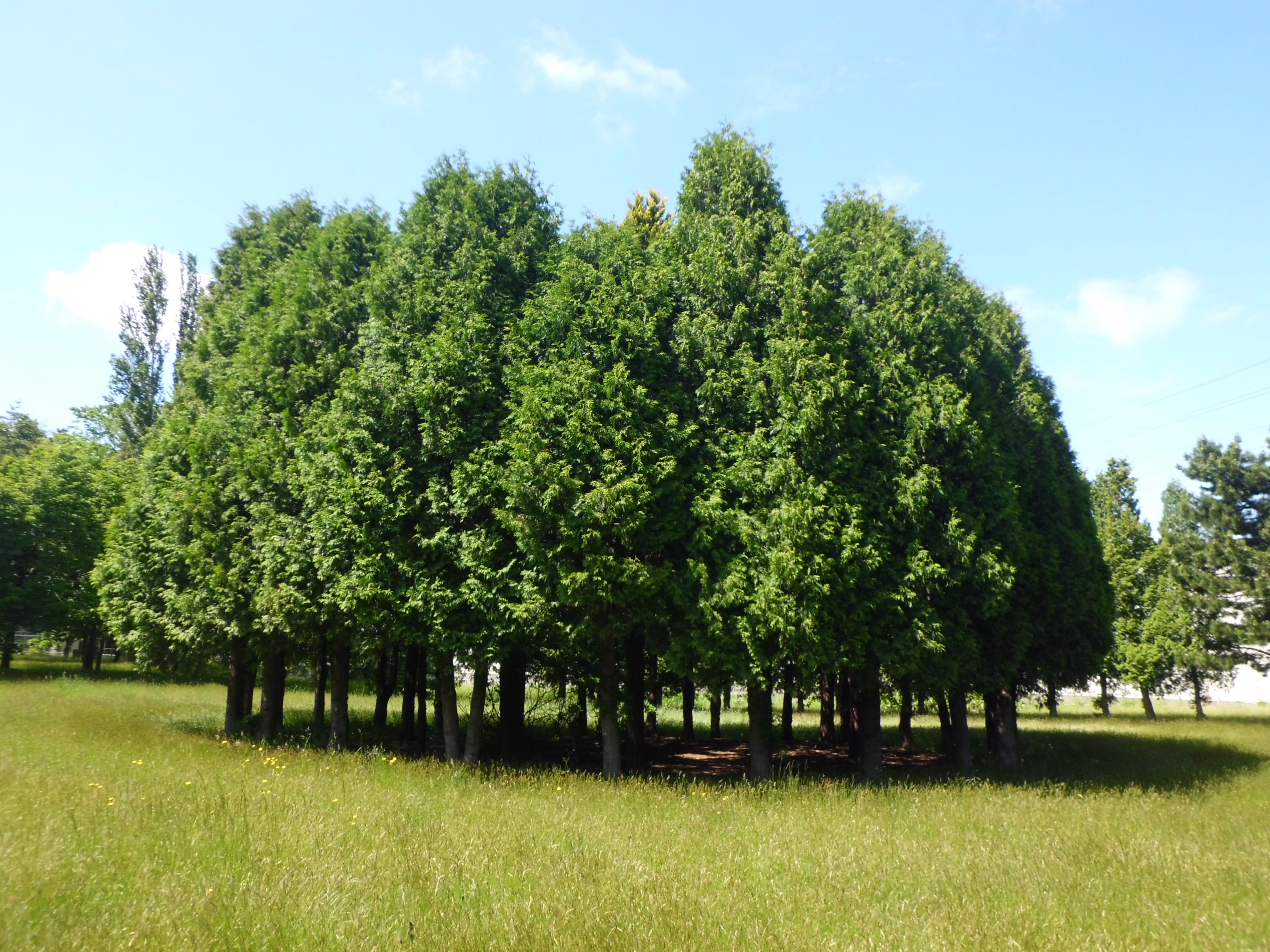
ウッドサークル

白石本通墓地（しろいしほんどおりぼち）は、北海道札幌市白石区平和通10丁目北5番地にある墓地。南側にはカトリック教徒用の通称「外人墓地」が隣接している。

## 歴史
白石村の開拓が始まった明治初期には、先行して白石中央墓地があったものの、東部の住民にとってはやや遠く、日常的に墓参が行われていた当時の感覚では不便なものだった。そこで1872年（明治5年）に墓地の新設願いが出されたが、開拓使の開墾役所は「1村に墓地は1か所が決まりである」としてこれを却下。本通墓地は結局許可を得ないまま造られることになった。そのため開設時期の正式な記録は残っていないが、1880年（明治13年）ころだったと伝えられている。本通墓地が公認されたのは、1902年（明治35年）4月になってからだった。
キリスト教墓地は1932年（昭和7年）、日本札幌教区天主教宣教師社団が土地を買い上げて白石村に寄付し、信者用の墓域としたことに始まる。

## 土管の墓
本通墓地の一角には、先のとがった円筒形をした珍しい形状の墓が6基並んでいる。これらは愛知県出身の瓦職人・野田荒吉によるもので、材質も瓦同様に焼き固めた土である。
荒吉は1884年（明治17年）に稼動を始めた鈴木煉瓦製造場の職人で、その優れた技量から焼き上げた瓦は札幌師範学校や札幌市立高等女学校、歩兵第25連隊兵舎の屋根に使われた。
職人気質の荒吉は「自分の墓は自分で焼いて造る」と語っており、宣言どおりに自分や家族の墓を土管で設えた。ほかにも知人に頼まれて墓を焼いたことがあったようだが、現存する6基はすべて野田家のものである。